# ハンザ (防護巡洋艦)

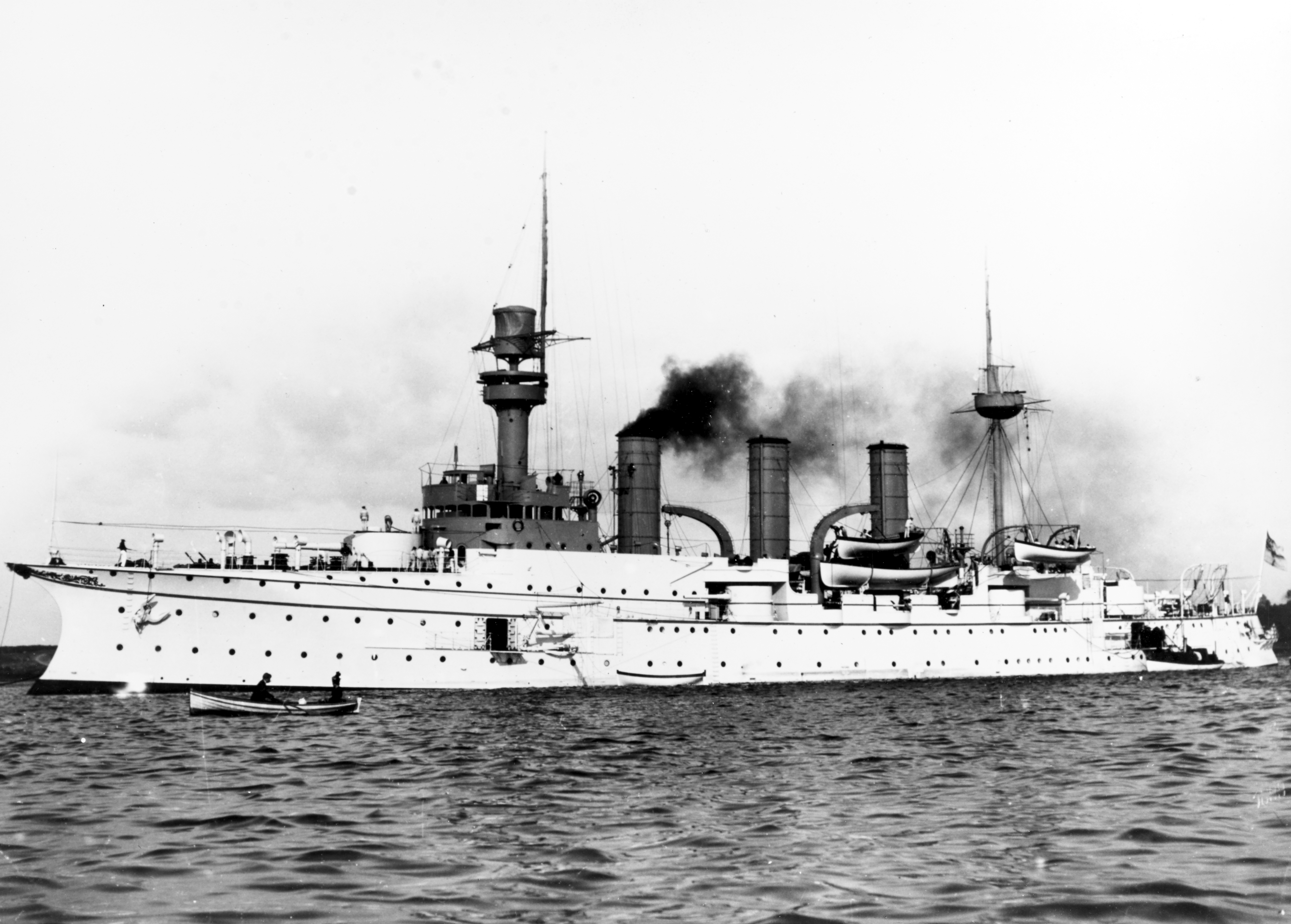
「ハンザ」（1899年）

ハンザ (SMS Hansa) はドイツ帝国海軍の防護巡洋艦。ヴィクトリア・ルイーゼ級。

## 艦歴

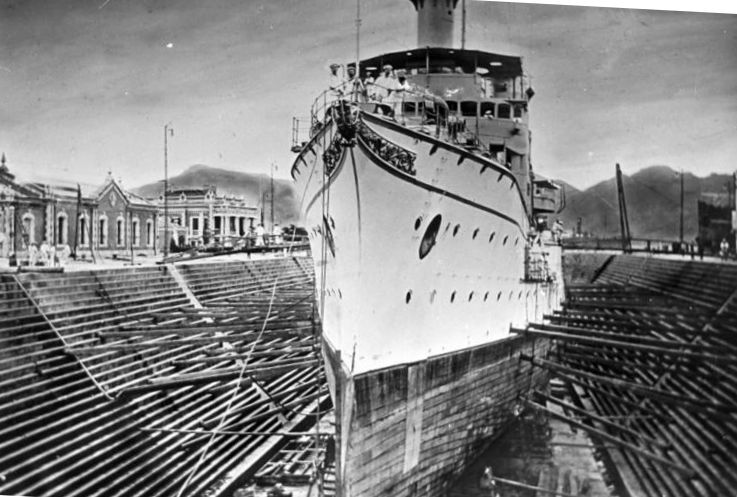
AVヴルカン社のドックに入渠中の「ハンザ」

「ハンザ」はシュテッテンのAVヴルカン社で1896年に起工。1898年3月12日に進水し、1899年4月20日に就役した。 
就役後、「ハンザ」は海外のドイツ領へと派遣された。中国での「ハンザ」の最初の艦長は後に大洋艦隊司令長官となるフーゴー・フォン・ポールであった。「ハンザ」は義和団の乱では東洋艦隊の一隻として大沽砲台の戦いで大きな貢献をした。1900年6月、「ハンザ」は「ヘルタ」、「ゲフィオン」、「イレーネ」とともに大沽砲台占領のため、海兵大隊の部隊を上陸させた。およそ450名のドイツ軍が、合計2200名ほどの多国籍軍に加わった。
1903年7月11日、ハンザは清の巡洋艦「海圻」とともに威海衛のイギリス海軍基地に入港。二日後に出港した。1904年1月16日にハンザは大鵬湾を訪れ、二日後に出航した。2月に日露戦争が勃発するとハンザは煙台から旅順へと派遣され、ドイツ市民を脱出させた。3月初めに「ハンザ」は再び香港を訪れ、8日に東洋艦隊旗艦「フュルスト・ビスマルク」と合流した。8月、黄海海戦で損傷したロシア戦艦「ツェサレーヴィチ」と駆逐艦3隻が青島に入港。ドイツは中立国であったため、東洋艦隊はそれらを抑留した。8月13日にロシア艦艇がイギリス船から石炭を補充したが、「ハンザ」と「フュルスト・ビスマルク」は出航を阻止するため臨戦態勢に入った。また、「ハンザ」と「フュルスト・ビスマルク」に「ヘルタ」、「ガイエル」、砲艦「ルクス」、「ティーガー」も加わった。

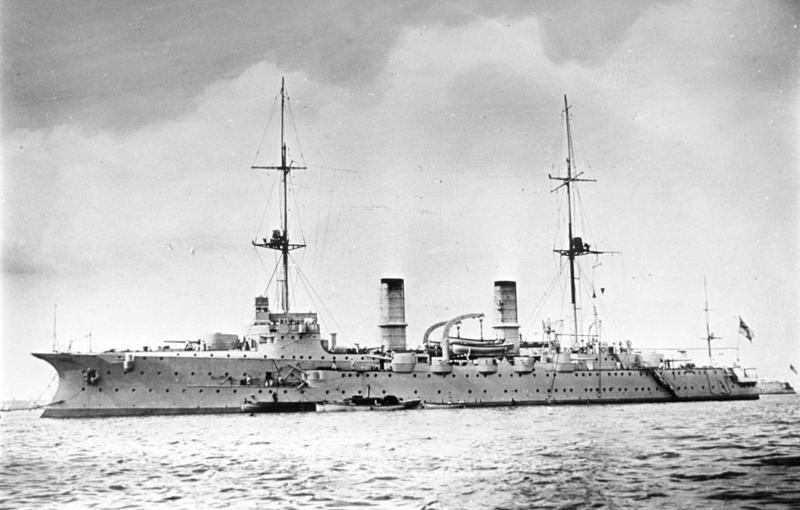
改装後の「ハンザ」

「ハンザ」は1906年にドイツに戻った。1907年から1909年までダンツィヒ工廠で改装工事を実施。これにより3本煙突から2本煙突にかわった。改装工事が終わるとハンザは士官候補生用の練習艦となった。。1912年1月初め、ハンザは大西洋への航海を行い、バミューダを訪れている。
第一次世界大戦が始まると「ハンザ」はバルト海で士官候補生用の訓練を行う第5偵察群に配置された。1914年末までには、その任務からはずされ、海防艦とされた後、1915年以降はキールで工廠用の宿泊艦として使用された。「ハンザ」は1919年12月6日に除籍され、解体業者へと売却されて翌年解体された。